# ЛФЛС (Каунас)
Литовський союз фізичного виховання Каунаса (лит. Kauno Lietuvos fizinio lavinimosi sąjunga) — колишній литовський футбольний клуб з Каунаса, що існував у 1920—1945 роках.

## Досягнення
- А-ліга
  - Чемпіон (5): 1922, 1923, 1927, 1932, 1942
  - Срібний призер (6): 1928, 1929, 1930, 1933, 1934, 1936
  - Бронзовий призер (2): 1924, 1937.